# Kappa
Kappa (chữ hoa Κ, chữ thường κ hoặc ϰ) là chữ cái thứ 10 của bảng chữ cái Hy Lạp.
Chữ cái này là nguồn gốc cho chữ K trong tiếng Latinh và chữ К trong bảng chữ Kirin.

## Ký hiệu
Chữ kappa được dùng làm ký hiệu trong nhiều lĩnh vực khoa học.
Trong hình học vi phân, độ cong của đường cong được ký hiệu bằng chữ κ.
Trong vật lý, các đại lượng thường được ký hiệu bằng chữ κ có hằng số xoắn của một dao động tử, hằng số điện môi của tụ điện.
Trong cơ học chất lưu, κ được dùng để ký hiệu hằng số von Kármán.